# Jean Hélion

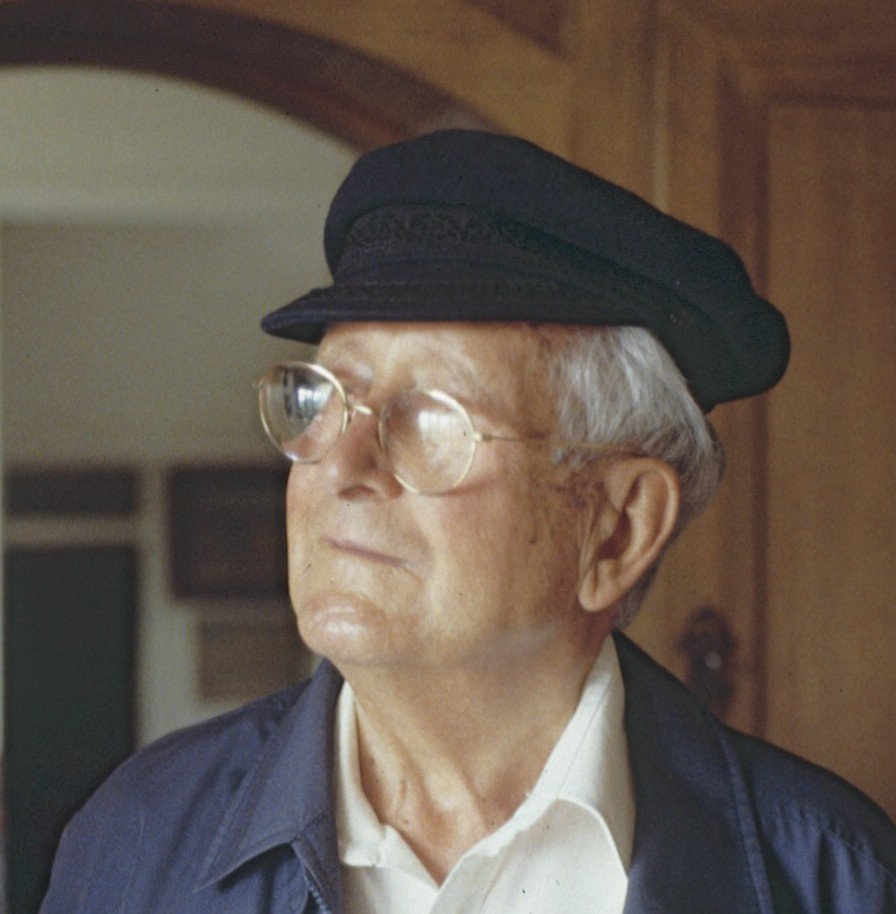
Jean Hélion (1985)

Jean Hélion, eigentlich Jean Bichier (* 21. April 1904 in Couterne sur Orne, Basse-Normandie; † 27. Oktober 1987 in Paris), war ein bedeutender französischer abstrakter und figurativer Maler des 20. Jahrhunderts.

## Leben und Werk
Hélion praktizierte zunächst geometrisch-mathematische Abstrakte Malerei in Anlehnung an die Gruppe de Stijl (Freundschaft mit Theo van Doesburg), bevor er sich freierer Abstraktion zuwandte. Anfang 1930 war er Mitbegründer der Zeitschrift Art concret (Doesburg, Otto Gustaf Carlsund, Léon Tutundian, Marcel Wantz) und im April 1930 Herausgeber der einzigen Nummer dieser Zeitschrift. Otto Carlsund, von dem das Geld stammte, ging nach Schweden zurück, die Publikumsreaktion war auch enttäuschend. Art Concret löste sich auf und Anfang 1931 waren Doesburg, Tutundian und Hélion  Gründungsmitglieder von Abstraction-Création. Helion arbeitete von  1932 bis 1934 an der gleichnamigen Zeitschrift mit, er verließ die Abstraction-Création 1934. 1931 reiste er gut zwei Monate mit dem amerikanischen Maler William Einstein als Begleiter in die Sowjetunion, ein Unternehmen, das zu erster Skepsis in Bezug auf den Kommunismus führte. Hélion traf Wladimir Tatlin, er bemerkte aber die fehlende Bedeutung des Konstruktivismus in der Gesellschaft. Von 1936 bis 1946 lebte er in den Vereinigten Staaten von Amerika, in New York und in Virginia. Er verbrachte 1938 einige Monate in Frankreich, meldete sich 1939 freiwillig zum Wehrdienst und wurde im Januar 1940 mobilisiert. Im Juni geriet er in deutsche Kriegsgefangenschaft, die er in einem Lager in Pommern und auf einem Gefängnisschiff im Hafen der pommerschen Provinzhauptstadt Stettin verbrachte. Ihm gelang Anfang 1942 mit Hilfe von Mary Reynolds, die ihm in Paris Unterschlupf bot, die Flucht.
In New York hatte er einigen Erfolg und wurde zur Inspiration der amerikanischen Abstrakten Schule  (Bewunderer: Ad Reinhardt, Robert Motherwell, der Kunsthistoriker Meyer Schapiro). Hélion wurde in dieser Zeit vor allem von dem Werk seines Exilgenossen Fernand Léger beeindruckt. Er hatte eine erfolgreiche Retrospektive in Peggy Guggenheims Galerie Art of This Century im Februar/März 1943, wandte sich danach aber, durch seine junge Ehefrau Pegeen Vail/Guggenheim angeregt, der Aktzeichnung zu. Hélion hatte sich aber schon einige Zeit in Richtung figurativer Malerei bewegt. Diese Wendung traf zuerst auf Unverständnis und Entsetzen, beeinflusste aber später in ihrer Verwendung von Fläche, Farbe und Atmosphäre Künstler wie Gilles Aillaud und Eduardo Arroyo, aber auch Jim Dine. Häufig wiederkehrende Themen wurden Zeitungsleser, Kürbisse und Hüte. Hélion, der Ende der 60er Jahre erblindete, geriet eine Zeit lang in Vergessenheit, wurde aber anlässlich seines 100. Geburtstags mit einer großen Ausstellung im Centre Pompidou geehrt. Seit 1978 war er Ehrenmitglied der American Academy of Arts and Letters.

## Familie
Nach der Scheidung von seiner ersten Frau heiratete Hélion 1932 die Amerikanerin Jean Blair. Er lebte zeitweise mit ihr in  Rockbridge Baths, Virginia. Nach Jean Blairs Tod im Jahr 1944 wurde Pegeen (eigentlich Jezebel Margaret) Vail (1926–1967), die Tochter der Kunstmäzenin, Sammlerin und Galeristin Peggy Guggenheim, seine dritte Ehefrau. Sie trennten sich 1958. Hélion heiratete 1963 Jacqueline Ventadour, deren Ehe mit Pegeens Bruder Michael Cedric Sindbad Vail (1923–1986) gescheitert war. Pegeen heiratete 1958 den englischen Maler und Mitglied der Situationistischen Internationale (Gründungsmitglied 1957, 1958 ausgestoßen) Ralph Rumney.